# Turnagra capensis
Turnagra capensis е изчезнал вид птица от семейство Oriolidae.

## Разпространение
Видът е разпространен в Нова Зеландия.